# Danh sách Köchel theo thể loại

## Aria
| Thể loại: aria (đơn ca/lĩnh xướng) của nhạc sĩ Mozart        | Thể loại: aria (đơn ca/lĩnh xướng) của nhạc sĩ Mozart | Thể loại: aria (đơn ca/lĩnh xướng) của nhạc sĩ Mozart | Thể loại: aria (đơn ca/lĩnh xướng) của nhạc sĩ Mozart | Thể loại: aria (đơn ca/lĩnh xướng) của nhạc sĩ Mozart | Thể loại: aria (đơn ca/lĩnh xướng) của nhạc sĩ Mozart | Thể loại: aria (đơn ca/lĩnh xướng) của nhạc sĩ Mozart |
| ------------------------------------------------------------ | ----------------------------------------------------- | ----------------------------------------------------- | ----------------------------------------------------- | ----------------------------------------------------- | ----------------------------------------------------- | ----------------------------------------------------- |
| Tác phẩm                                                     | Ngày                                                  | Tháng                                                 | Năm                                                   | Viết tại                                              | K1                                                    | K6                                                    |
| Aria for Soprano "Conservati fedele"                         | _                                                     | T.Mười                                                | 1765                                                  | The Hague                                             | 23                                                    | 23                                                    |
| Aria for Tenor, "Va, dal furor portata"                      | _                                                     | _                                                     | 1765                                                  | London                                                | 21                                                    | 19c                                                   |
| Aria for Soprano, "Per pieta, bell' idol mio"                | c.                                                    | _                                                     | 1766                                                  | _                                                     | 78                                                    | 73b                                                   |
| Aria for Soprano, "Fra cento affanni"                        | _                                                     | T.Ba-Tư                                               | 1770                                                  | Milan                                                 | 88                                                    | 73c                                                   |
| Aria for Soprano, "Se ardire, e speranza"                    | 25                                                    | T.Tư                                                  | 1770                                                  | Rome                                                  | 82                                                    | 73o                                                   |
| Aria for Soprano, "Se tutti i mali miei"                     | _                                                     | T.Tư-Năm                                              | 1770                                                  | Rome                                                  | 83                                                    | 73p                                                   |
| Aria for Soprano, "Non curo l'affetto"                       | _                                                     | Nữa đầu năm                                           | 1771                                                  | Milan or Pavia                                        | _                                                     | 74b                                                   |
| Aria for Soprano, "Voi avete un cor fedele"                  | 26                                                    | T.Mười                                                | 1775                                                  | Salzburg                                              | 217                                                   | 217                                                   |
| Aria for Tenor, "Con ossequio, con rispetto"                 | _                                                     | T.Năm                                                 | 1775                                                  | Salzburg                                              | 210                                                   | 210                                                   |
| Aria for Tenor, "Si mostra la sorte"                         | _                                                     | T.Năm                                                 | 1775                                                  | Salzburg                                              | 209                                                   | 209                                                   |
| Aria for Tenor, "Clarice cara mia sposa"                     | _                                                     | T.Chín                                                | 1776                                                  | Salzburg                                              | 256                                                   | 256                                                   |
| Aria for Tenor, "Se al labbro mio non credi"                 | 27                                                    | T.Hai                                                 | 1778                                                  | Mannheim                                              | 295                                                   | 295                                                   |
| Arietta in C, "Oiseaux, si tous les ans"                     | _                                                     | Mùa Đông                                              | 1778                                                  | Mannheim                                              | 307                                                   | 284d                                                  |
| Arietta, "Dans un bois solitaire"                            | _                                                     | Mùa Đông                                              | 1778                                                  | Mannheim                                              | 308                                                   | 295b                                                  |
| Aria for Soprano in B flat, "Kommet her, ihr frechen Sünder" | ~                                                     | T.Ba-Tư                                               | 1779                                                  | Salzburg                                              | 146                                                   | 317b                                                  |
| Aria for Soprano, "Der Liebe himmlisches Gefühl"             | ~                                                     | _                                                     | 1782                                                  | Vienna?                                               | 119                                                   | 382h                                                  |
| Aria for Soprano, "Nehmt meinen Dank, ihr holden Gönner!"    | _                                                     | T.Tư                                                  | 1782                                                  | Vienna                                                | 383                                                   | 383                                                   |
| Aria for Soprano, "Ah, spiegarti, oh Dio"                    | ~                                                     | T.Sáu                                                 | 1783                                                  | Vienna?                                               | 178                                                   | 417e                                                  |
| Aria for Soprano, "No, no, che non sei capace"               | _                                                     | T.Sáu                                                 | 1783                                                  | Vienna                                                | 419                                                   | 419                                                   |
| Aria for Soprano, "Vorrei spiegarvi, oh Dio"                 | 20                                                    | T.Sáu                                                 | 1783                                                  | Vienna                                                | 418                                                   | 418                                                   |
| Aria for Tenor, "Mußt' ich auch durch tausend Drachen"       | ~                                                     | _                                                     | 1783                                                  | Vienna?                                               | 435                                                   | 416b                                                  |
| Aria for Tenor, "Per pietà, non ricercate"                   | 21                                                    | T.Sáu                                                 | 1783                                                  | Vienna                                                | 420                                                   | 420                                                   |
| Aria for Bass, "Mentre ti lascio"                            | 23                                                    | T.Ba                                                  | 1787                                                  | Vienna                                                | 513                                                   | 513                                                   |
| Aria for Soprano, "Ah se in ciel"                            | 4                                                     | T.Ba                                                  | 1788                                                  | Vienna                                                | 538                                                   | 538                                                   |
| Aria for Tenor, "Dalla sua pace"                             | 24                                                    | T.Tư                                                  | 1788                                                  | Vienna                                                | _                                                     | 540a                                                  |
| Arietta for Bass, "Un bacio di mano"                         | _                                                     | T.Năm                                                 | 1788                                                  | Vienna                                                | 541                                                   | 541                                                   |
| Arrangement of Aria for Tenor by Carl Philipp Emanuel Bach   | _                                                     | T.Hai                                                 | 1788                                                  | Vienna                                                | _                                                     | 537d                                                  |
| Aria for Bass, "Rivolgete a lui lo sguardo"                  | _                                                     | T.12                                                  | 1789                                                  | Vienna                                                | 584                                                   | 584                                                   |
| Aria for Soprano, "Alma grande e nobil core"                 | _                                                     | T.Tám                                                 | 1789                                                  | Vienna                                                | 578                                                   | 578                                                   |
| Aria for Soprano, "Chi sà, chi sà, qual sia"                 | _                                                     | T.Mười                                                | 1789                                                  | Vienna                                                | 582                                                   | 582                                                   |
| Aria for Soprano, "Schon lacht der holde Frühling"           | 17                                                    | T.Chín                                                | 1789                                                  | Vienna                                                | 580                                                   | 580                                                   |
| Aria for Soprano, "Un moto di gioia mi sento"                | _                                                     | T.Tám                                                 | 1789                                                  | Vienna                                                | 579                                                   | 579                                                   |
| Aria for Soprano, "Vado, ma dove? -- oh Dei!"                | _                                                     | T.Mười                                                | 1789                                                  | Vienna                                                | 583                                                   | 583                                                   |
| Aria for Bass, "Io ti lascio, o cara, addio"                 | ~                                                     | T.Chín                                                | 1791                                                  | Prague?                                               | Anh. 245                                              | 621a                                                  |
| Aria for Bass, "Per questa bella mano"                       | 8                                                     | T.Ba                                                  | 1791                                                  | Vienna                                                | 612                                                   | 612                                                   |

## Bộ lễ
| Thể loại: Bộ lễ của nhạc sĩ Mozart      | Thể loại: Bộ lễ của nhạc sĩ Mozart | Thể loại: Bộ lễ của nhạc sĩ Mozart | Thể loại: Bộ lễ của nhạc sĩ Mozart | Thể loại: Bộ lễ của nhạc sĩ Mozart | Thể loại: Bộ lễ của nhạc sĩ Mozart | Thể loại: Bộ lễ của nhạc sĩ Mozart |
| --------------------------------------- | ---------------------------------- | ---------------------------------- | ---------------------------------- | ---------------------------------- | ---------------------------------- | ---------------------------------- |
| Tác phẩm                                | Ngày                               | Tháng                              | Năm                                | Viết tại                           | K1                                 | K6                                 |
| Kyrie in F                              | 12                                 | T.Sáu                              | 1766                               | Paris                              | 33                                 | 520                                |
| Missa brevis in G                       | _                                  | T.Mười-11                          | 1768                               | Vienna                             | 49                                 | 597                                |
| Missa solemnis in C minor, "Waisenhaus" | _                                  | Mùa Thu                            | 1768                               | Vienna                             | 139                                | 530                                |
| Missa brevis in D minor                 | 14                                 | T.Giêng                            | 1769                               | Salzburg                           | 65                                 | 596                                |
| Missa in C, "Dominicus"                 | _                                  | T.Mười                             | 1769                               | Salzburg                           | 66                                 | 529                                |
| Kyrie in G for 5 voices in 1            | _                                  | _                                  | 1772                               | Rome?                              | 89                                 | 524                                |
| Missa brevis in G                       | ~                                  | _                                  | 1773                               | Salzburg?                          | 140                                | 125g                               |
| Missa in C, "Trinitatis"                | _                                  | T.Sáu                              | 1773                               | Salzburg                           | 167                                | 517                                |
| Missa brevis in D'                      | 8                                  | T.Tám                              | 1774                               | Salzburg                           | 194                                | 125h                               |
| Missa brevis in F'                      | _                                  | T.Sáu                              | 1774                               | Salzburg                           | 192                                | 340a                               |
| Missa brevis in C, "Spaur"'             | _                                  | T.12                               | 1775                               | Salzburg                           | 258                                | 340b                               |
| Missa longa in C'                       | _                                  | T.Sáu                              | 1775                               | Salzburg                           | 262                                | 531                                |
| Missa brevis in C, "Organ Solo"'        | _                                  | T.12                               | 1776                               | Salzburg                           | 259                                | 340c                               |
| Missa in C, "Credo"                     | _                                  | T.11                               | 1776                               | Salzburg                           | 257                                | 518                                |
| Missa brevis in B flat                  | _                                  | Nữa cuối năm                       | 1777                               | Salzburg                           | 275                                | 566                                |
| Missa in C, "Coronation"                | 23                                 | T.Ba                               | 1779                               | Salzburg                           | 317                                | 552                                |
| Missa solemnis in C                     | _                                  | T.Ba                               | 1780                               | Salzburg                           | 337                                | 539                                |
| Kyrie in D minor                        | ~                                  | T.11                               | 1781                               | ?Munich                            | 341                                | 519                                |
| Missa in C minor                        | _                                  | T.Bảy                              | 1783                               | Vienna                             | 427                                | 598                                |
| Missa brevis in C, "Spatzen"'           | _                                  | _                                  | 1775-1776                          | _                                  | 220                                | 572                                |

## Ca cảnh
| Ca cảnh                                                | Ca cảnh | Ca cảnh | Ca cảnh | Ca cảnh  | Ca cảnh | Ca cảnh |
| ------------------------------------------------------ | ------- | ------- | ------- | -------- | ------- | ------- |
| Tác phẩm                                               | Ngày    | Tháng   | Năm     | Viết tại | K1      | K6      |
| Scena and Rondo for Soprano, "Mia speranza adorata"    | 8       | _       | 1783    | Vienna   | 416     | 416     |
| Scena and Rondo for Soprano, "Ch'io mi scordi di te?"  | 26      | T.12    | 1786    | Vienna   | 505     | 505     |
| Scena and Rondo for Soprano, "Non piú, tutti ascoltai" | 10      | T.Ba    | 1786    | Vienna   | 490     | 490     |
| Scena for Soprano, "Bella mia fiamma"                  | 3       | T.11    | 1787    | Prague   | 528     | 528     |

## Ca dâng
| Thể loại: Ca dâng của nhạc sĩ Mozart         | Thể loại: Ca dâng của nhạc sĩ Mozart | Thể loại: Ca dâng của nhạc sĩ Mozart | Thể loại: Ca dâng của nhạc sĩ Mozart | Thể loại: Ca dâng của nhạc sĩ Mozart | Thể loại: Ca dâng của nhạc sĩ Mozart | Thể loại: Ca dâng của nhạc sĩ Mozart |
| -------------------------------------------- | ------------------------------------ | ------------------------------------ | ------------------------------------ | ------------------------------------ | ------------------------------------ | ------------------------------------ |
| Tác phẩm                                     | Ngày                                 | Tháng                                | Năm                                  | Viết tại                             | K1                                   | K6                                   |
| Offertory in C, "Scandi coeli limina"        | _                                    | Nữa đầu năm                          | 1767                                 | _                                    | 34                                   | 619                                  |
| Offertory in C, "Benedictus sit Deus"        | _                                    | _                                    | 1769                                 | Salzburg                             | 117                                  | 336c                                 |
| Offertory in G, "Inter natos mulierum"       | _                                    | T.Năm                                | 1771                                 | Salzburg                             | 72                                   | 73x                                  |
| Offertory in D minor, "Misericordias Domini" | _                                    | Nữa đầu năm                          | 1775                                 | Munich                               | 222                                  | 73r                                  |
| Offertory in D, "Venite populi"              | _                                    | Giữa năm                             | 1776                                 | Salzburg                             | 260                                  | 73i                                  |
| Offertory in F, "Alma Dei creatoris"         | _                                    | _                                    | 1777                                 | Salzburg                             | 277                                  | 562a                                 |

## Ca khúc
| Thể loại: Ca khúc của nhạc sĩ W. A. Mozart       | Thể loại: Ca khúc của nhạc sĩ W. A. Mozart | Thể loại: Ca khúc của nhạc sĩ W. A. Mozart | Thể loại: Ca khúc của nhạc sĩ W. A. Mozart | Thể loại: Ca khúc của nhạc sĩ W. A. Mozart | Thể loại: Ca khúc của nhạc sĩ W. A. Mozart | Thể loại: Ca khúc của nhạc sĩ W. A. Mozart |
| ------------------------------------------------ | ------------------------------------------ | ------------------------------------------ | ------------------------------------------ | ------------------------------------------ | ------------------------------------------ | ------------------------------------------ |
| Tác phẩm                                         | Ngày                                       | Tháng                                      | Năm                                        | Viết tại                                   | K1                                         | K6                                         |
| Song, An die Freude                              | _                                          | Mùa Thu                                    | 1768                                       | Vienna                                     | 53                                         | 560                                        |
| Song, "Komm, liebe Zither"                       | _                                          | Mùa Đông                                   | 1781                                       | Munich                                     | 351                                        | 559a                                       |
| Song, Die Zufriedenheit                          | _                                          | Mùa Đông                                   | 1781                                       | Munich                                     | 349                                        | 557                                        |
| Song with Chorus, "Ihr unsre neuen Leiter"       | _                                          | Cuối năm                                   | 1785                                       | Vienna                                     | 484                                        | 556                                        |
| Song with Chorus, "Zerfließet heut"              | _                                          | Cuối năm                                   | 1785                                       | Vienna                                     | 483                                        | 61c                                        |
| Song, Das Veilchen                               | 8                                          | T.Sáu                                      | 1785                                       | Vienna                                     | 476                                        | 73d                                        |
| Song, Der Zauberer                               | 7                                          | T.Năm                                      | 1785                                       | Vienna                                     | 472                                        | 33i                                        |
| Song, Die betrogene Welt                         | 7                                          | T.Năm                                      | 1785                                       | Vienna                                     | 474                                        | 73e                                        |
| Song, Die Zufriedenheit                          | 7                                          | T.Năm                                      | 1785                                       | Vienna                                     | 473                                        | 255                                        |
| Song, Lied der Freiheit                          | ~                                          | Cuối năm                                   | 1785                                       | Vienna                                     | 506                                        | 272                                        |
| Song, Lied zur Gesellenreise                     | 26                                         | T.Ba                                       | 1785                                       | Vienna                                     | 468                                        | 294                                        |
| Song, Abendempfindung                            | 24                                         | T.Sáu                                      | 1787                                       | Vienna                                     | 523                                        | 295a                                       |
| Song, Als Luise die Briefe                       | 25                                         | T.Năm                                      | 1787                                       | Vienna                                     | 520                                        | 300b                                       |
| Song, An Chloe                                   | 24                                         | T.Sáu                                      | 1787                                       | Vienna                                     | 524                                        | 374                                        |
| Song, Das Lied der Trennung                      | 23                                         | T.Năm                                      | 1787                                       | Vienna                                     | 519                                        | 369                                        |
| Song, Das Traumbild                              | 6                                          | T.11                                       | 1787                                       | Prague                                     | 530                                        | 421a                                       |
| Song, Des kleinen Friedrichs Geburtstag          | 6                                          | T.11                                       | 1787                                       | Prague                                     | 529                                        | 425b                                       |
| Song, Die Alte                                   | 18                                         | T.Năm                                      | 1787                                       | Vienna                                     | 517                                        | 512                                        |
| Song, Die kleine Spinnerin                       | 11                                         | T.12                                       | 1787                                       | Vienna                                     | 531                                        | 540c                                       |
| Song, Die Verschweigung                          | 20                                         | T.Năm                                      | 1787                                       | Vienna                                     | 518                                        | 368                                        |
| Song, Beim Auszug in das Feld                    | 11                                         | T.Tám                                      | 1788                                       | Vienna                                     | 552                                        | 336a                                       |
| Song, Ein deutsches Kriegslied                   | 5                                          | T.Ba                                       | 1788                                       | Vienna                                     | 539                                        | 32                                         |
| Song, Das Kinderspiel                            | 14                                         | T.Giêng                                    | 1791                                       | Vienna                                     | 598                                        | 38                                         |
| Song, Im Frülingsanfang                          | 14                                         | T.Giêng                                    | 1791                                       | Vienna                                     | 597                                        | 35                                         |
| Song, Sehnsucht nach dem Frühling                | 14                                         | T.Giêng                                    | 1791                                       | Vienna                                     | 596                                        | 35a                                        |
| Song, "Wie unglucklich bin ich nit"              | ~                                          | _                                          | 1775-1776                                  | Salzburg                                   | 147                                        | 46b                                        |
| Song, Lobegesang auf die feierliche Johannisloge | ~                                          | _                                          | 1775-1776                                  | Salzburg                                   | 148                                        | 47                                         |
| Song, "Verdankt sei es dem Glanz"                | _                                          | _                                          | 1781-1782                                  | Vienna                                     | 392                                        | 66b                                        |
| Song, An die Einsamkeit                          | _                                          | _                                          | 1781-1782                                  | Vienna                                     | 391                                        | 73v                                        |
| Song, An die Hoffnung                            | _                                          | _                                          | 1781-1782                                  | Vienna                                     | 390                                        | 74c                                        |

## Ca loại khác
| Thể loại: Ca loại khác của Mozart                   | Thể loại: Ca loại khác của Mozart | Thể loại: Ca loại khác của Mozart | Thể loại: Ca loại khác của Mozart | Thể loại: Ca loại khác của Mozart | Thể loại: Ca loại khác của Mozart | Thể loại: Ca loại khác của Mozart |
| --------------------------------------------------- | --------------------------------- | --------------------------------- | --------------------------------- | --------------------------------- | --------------------------------- | --------------------------------- |
| Tác phẩm                                            | Ngày                              | Tháng                             | Năm                               | Viết tại                          | K1                                | K6                                |
| Gallimathias Musicum (Quodlibet)                    | _                                 | T.Ba                              | 1766                              | The Hague                         | 32                                | 74e                               |
| Apollo et Hyacinthus                                | 13                                | T.Năm                             | 1767                              | Salzburg                          | 38                                | 74d                               |
| Die Schuldigkeit des ersten Gebots                  | _                                 | Nữa đầu năm                       | 1767                              | Salzburg                          | 35                                | 126                               |
| Grabmusik                                           | _                                 | _                                 | 1767                              | Salzburg                          | 42                                | 125                               |
| Bastien und Bastienne                               | _                                 | T.Chín-Mười                       | 1768                              | Vienna                            | 50                                | 127                               |
| Veni Sancte Spiritus in C                           | _                                 | Mùa Thu                           | 1768                              | Vienna                            | 47                                | 186g                              |
| Te Deum in C                                        | _                                 | Cuối năm                          | 1769                              | Salzburg                          | 141                               | 186d                              |
| Antiphon in D minor, "Quaerite primum regnum Dei"   | 9                                 | T.Mười                            | 1770                              | Bologna                           | 86                                | 208                               |
| La Betulia liberata                                 | _                                 | T.Ba                              | 1771                              | Italy and Salzburg                | 118                               | 196                               |
| Litaniae Lauretanae BVM in B flat                   | _                                 | T.Năm                             | 1771                              | Salzburg                          | 109                               | 243                               |
| Regina Coeli in C                                   | _                                 | T.Năm                             | 1771                              | Salzburg                          | 108                               | 273                               |
| Il sogno di Scipione                                | _                                 | T.Năm                             | 1772                              | Salzburg                          | 126                               | 321b                              |
| Litaniae de venerabili altaris sacramento in B flat | _                                 | T.Ba                              | 1772                              | Salzburg                          | 125                               | 384                               |
| Regina coeli in B flat                              | _                                 | T.Năm                             | 1772                              | Salzburg                          | 127                               | 424a                              |
| Dixit Dominus, Magnificat in C                      | _                                 | T.Bảy                             | 1774                              | Salzburg                          | 193                               | 422                               |
| Litaniae Lauretanae BVM in D                        | _                                 | T.Năm                             | 1774                              | Salzburg                          | 195                               | 469                               |
| Il rè pastore                                       | 23                                | T.Tư                              | 1775                              | Salzburg                          | 208                               | 479a                              |
| La finta giardiniera'                               | 13                                | T.Giêng                           | 1775                              | Salzburg                          | 196                               | 522                               |
| Litaniae de venerabili altaris sacramento in E flat | _                                 | T.Ba                              | 1776                              | Salzburg                          | 243                               | 620                               |
| Gradual in F, "Sancta Maria, mater Dei"             | 9                                 | T.Chín                            | 1777                              | Salzburg                          | 273                               | 623                               |
| Regina Coeli in C                                   | ~                                 | _                                 | 1779                              | Salzburg?                         | 276                               | 20                                |
| Die Entführung aus dem Serail                       | 16                                | T.Bảy                             | 1782                              | Vienna                            | 384                               | 73a                               |
| Lo sposo deluso                                     | _                                 | Nữa cuối năm                      | 1783                              | Salzburg and Vienna               | 430                               | 158a                              |
| L'oca del Cairo                                     | _                                 | Nữa cuối năm                      | 1783                              | Salzburg and Vienna               | 422                               | 618                               |
| Davidde penitente                                   | _                                 | T.Ba                              | 1785                              | Vienna                            | 469                               | 489                               |
| Maurerische Trauermusik                             | _                                 | T.11                              | 1785                              | Vienna                            | 477                               | 540b                              |
| Ein musikalischer Spaß                              | 14                                | T.Sáu                             | 1787                              | Vienna                            | 522                               | 592a                              |
| Die Zauberflöte                                     | 30                                | T.Chín                            | 1791                              | Vienna                            | 620                               | 626                               |
| Freimaurerkantate                                   | 15                                | T.11                              | 1791                              | Vienna                            | 623                               | 385b                              |

## Cantata
| Thể loại: Cantat của nhạc sĩ Mozart                        | Thể loại: Cantat của nhạc sĩ Mozart | Thể loại: Cantat của nhạc sĩ Mozart | Thể loại: Cantat của nhạc sĩ Mozart | Thể loại: Cantat của nhạc sĩ Mozart | Thể loại: Cantat của nhạc sĩ Mozart | Thể loại: Cantat của nhạc sĩ Mozart |
| ---------------------------------------------------------- | ----------------------------------- | ----------------------------------- | ----------------------------------- | ----------------------------------- | ----------------------------------- | ----------------------------------- |
| Tác phẩm                                                   | Ngày                                | Tháng                               | Năm                                 | Viết tại                            | K1                                  | K6                                  |
| Cantata, Die Mauererfreude                                 | 20                                  | T.Tư                                | 1785                                | Vienna                              | 471                                 | 272a                                |
| Canzonetta for two Sopranos and Bass, "Piu non si trovano" | 16                                  | T.Bảy                               | 1788                                | Vienna?                             | 549                                 | 367b                                |
| Cantata, "Die ihr des unermeßlichen Weltalls"              | _                                   | T.Bảy                               | 1791                                | Vienna                              | 619                                 | 47e                                 |

## Chúc tụng
| Thể loại: Chúc tụng của nhạc sĩ Mozart | Thể loại: Chúc tụng của nhạc sĩ Mozart | Thể loại: Chúc tụng của nhạc sĩ Mozart | Thể loại: Chúc tụng của nhạc sĩ Mozart | Thể loại: Chúc tụng của nhạc sĩ Mozart | Thể loại: Chúc tụng của nhạc sĩ Mozart | Thể loại: Chúc tụng của nhạc sĩ Mozart |
| -------------------------------------- | -------------------------------------- | -------------------------------------- | -------------------------------------- | -------------------------------------- | -------------------------------------- | -------------------------------------- |
| Tác phẩm                               | Ngày                                   | Tháng                                  | Năm                                    | Viết tại                               | K1                                     | K6                                     |
| 2 German Hymns                         | ~                                      | Nữa đầu năm                            | 1787                                   | Prague or Vienna                       | 343                                    | 523                                    |

## Cải soạn
| Thể loại: Cải soạn của nhạc sĩ Mozart        | Thể loại: Cải soạn của nhạc sĩ Mozart | Thể loại: Cải soạn của nhạc sĩ Mozart | Thể loại: Cải soạn của nhạc sĩ Mozart | Thể loại: Cải soạn của nhạc sĩ Mozart | Thể loại: Cải soạn của nhạc sĩ Mozart | Thể loại: Cải soạn của nhạc sĩ Mozart |
| -------------------------------------------- | ------------------------------------- | ------------------------------------- | ------------------------------------- | ------------------------------------- | ------------------------------------- | ------------------------------------- |
| Tác phẩm                                     | Ngày                                  | Tháng                                 | Năm                                   | Viết tại                              | K1                                    | K6                                    |
| Arrangement of Handel's Acis und Galathea    | _                                     | T.11                                  | 1788                                  | Vienna                                | 566                                   | 474                                   |
| Arrangement of Handel's Messiah              | _                                     | T.Ba                                  | 1789                                  | Vienna                                | 572                                   | 473                                   |
| Arrangement of Handel's Alexander's Feast    | _                                     | T.Bảy                                 | 1790                                  | Vienna                                | 591                                   | 506                                   |
| Arrangement of Handel's Ode to Saint Cæcelia | _                                     | T.Bảy                                 | 1790                                  | Vienna                                | 592                                   | 468                                   |

## Hát kể
| Thể loại: Hát kể của nhạc sĩ Mozart                        | Thể loại: Hát kể của nhạc sĩ Mozart | Thể loại: Hát kể của nhạc sĩ Mozart | Thể loại: Hát kể của nhạc sĩ Mozart | Thể loại: Hát kể của nhạc sĩ Mozart | Thể loại: Hát kể của nhạc sĩ Mozart | Thể loại: Hát kể của nhạc sĩ Mozart |
| ---------------------------------------------------------- | ----------------------------------- | ----------------------------------- | ----------------------------------- | ----------------------------------- | ----------------------------------- | ----------------------------------- |
| Tác phẩm                                                   | Ngày                                | Tháng                               | Năm                                 | Viết tại                            | K1                                  | K6                                  |
| Recitative and Aria for Soprano, "A Berenice"              | ~                                   | T.12                                | 1766                                | Salzburg                            | 70                                  | 562c                                |
| Recitative and Aria for Soprano, "O temerario Arbace"      | c.                                  | _                                   | 1766                                | _                                   | 79                                  | 382d                                |
| Recitative and Aria for Tenor, "Or che il dover"           | _                                   | T.12                                | 1766                                | Salzburg                            | 36                                  | 382c                                |
| Recitative and Aria for Soprano, "Misero me"               | _                                   | T.Ba                                | 1770                                | Milan                               | 77                                  | 382b                                |
| Recitative and Aria for Alto, "Ombra felice"               | _                                   | T.Chín                              | 1776                                | Salzburg                            | 255                                 | 382a                                |
| Recitative and Aria for Soprano, "Ah, lo previdi"          | _                                   | T.Tám                               | 1777                                | Salzburg                            | 272                                 | 382f                                |
| Recitative and Aria for Soprano, "Alcandro, lo confesso"   | _                                   | T.Hai                               | 1778                                | Mannheim                            | 294                                 | 382g                                |
| Recitative and Aria for Soprano, "Basta, vincesti"         | 27                                  | T.Hai                               | 1778                                | Mannheim                            | _                                   | 384e                                |
| Recitative and Aria for Soprano, "Popoli di Tessaglia"     | _                                   | T.Bảy                               | 1778                                | Paris                               | 316                                 | 508a                                |
| Recitative and Aria for Soprano, "A questo seno deh vieni" | _                                   | T.Tư                                | 1781                                | Vienna                              | 374                                 | 508A                                |
| Recitative and Aria for Soprano, "Misera, dove son!"       | 8                                   | T.Ba                                | 1781                                | Munich                              | 369                                 | 507                                 |
| Recitative and Aria for Bass, "Così dunque tradisci"       | ~17                                 | _                                   | 1783                                | Vienna?                             | 432                                 | 508                                 |
| Recitative and Aria for Tenor, "Misero! O sogno!"          | _                                   | T.12                                | 1783                                | Vienna?                             | 431                                 | 509a                                |
| Recitative and Aria for Bass, "Alcandro, lo confesso"      | 19                                  | T.Ba                                | 1787                                | Vienna                              | 512                                 | 515b                                |
| Recitative and Aria for Soprano, "In quali eccesi"         | 30                                  | T.Tư                                | 1788                                | Vienna                              | _                                   | 562                                 |
| Recitative and Aria for Soprano, "Ma che vi fece"          | _                                   | _                                   | 1779-1780                           | Salzburg                            | 368                                 | 561                                 |

## Hát đuổi
| Thể loại: Hát đuổi của nhạc sĩ Mozart                                  | Thể loại: Hát đuổi của nhạc sĩ Mozart | Thể loại: Hát đuổi của nhạc sĩ Mozart | Thể loại: Hát đuổi của nhạc sĩ Mozart | Thể loại: Hát đuổi của nhạc sĩ Mozart | Thể loại: Hát đuổi của nhạc sĩ Mozart | Thể loại: Hát đuổi của nhạc sĩ Mozart |
| ---------------------------------------------------------------------- | ------------------------------------- | ------------------------------------- | ------------------------------------- | ------------------------------------- | ------------------------------------- | ------------------------------------- |
| Tác phẩm                                                               | Ngày                                  | Tháng                                 | Năm                                   | Viết tại                              | K1                                    | K6                                    |
| 14 Canonic Studies                                                     | _                                     | _                                     | 1772                                  | _                                     | _                                     | 33                                    |
| 4 Riddle Cannons                                                       | _                                     | _                                     | 1772                                  | _                                     | _                                     | 47b                                   |
| Canon in A for 4 or 5 voices in 1                                      | _                                     | _                                     | 1772                                  | _                                     | _                                     | 47a                                   |
| Canon in B flat for 4 voices in 1                                      | ?                                     | _                                     | 1780                                  | ?Vienna                               | _                                     | 61a                                   |
| Canon in C for 4 voices in 1                                           | ~                                     | _                                     | 1780                                  | Vienna?                               | Anh. 191                              | 66                                    |
| Canon in B flat for 3 voices in 1, "Leck mir den Arsch"                | c.                                    | _                                     | 1782                                  | Vienna?                               | 233                                   | 73k                                   |
| Canon in B flat for 6 voices in 1, "Leck mich im Arsch"                | c.                                    | _                                     | 1782                                  | Vienna?                               | 231                                   | Anh. C1.12                            |
| Canon in C minor for 2 voices in 1                                     | c.                                    | _                                     | 1782                                  | Vienna?                               | 230                                   | 167                                   |
| Canon in C minor for 3 voices in 1                                     | c.                                    | _                                     | 1782                                  | ?Vienna                               | 229                                   | 186h                                  |
| Canon in D for 6 voices in 1                                           | c.                                    | _                                     | 1782                                  | Vienna?                               | 347                                   | 186f                                  |
| Canon in G for 12 voices in 3, "V'amo di core teneramente"             | c.                                    | _                                     | 1782                                  | Vienna?                               | 348                                   | 258                                   |
| Canon in G for 3 voices in 1, "Bei der Hitz' em Sommer ess ich"        | c.                                    | _                                     | 1782                                  | Vienna?                               | 234                                   | 246a                                  |
| 2 Canons in F for 3 voices in 1, 14 Canons in F for 2 voices in 1      | Sau 3                                 | T.Sáu                                 | 1786                                  | Vienna                                | _                                     | 259                                   |
| Canon in C for 3 voices in 1                                           | Sau 3                                 | T.Sáu                                 | 1786                                  | Vienna                                | _                                     | 257                                   |
| Canon in F for 3 voices in 1                                           | Sau 3                                 | T.Sáu                                 | 1786                                  | Vienna                                | 507                                   | 272b                                  |
| Canon in F for 3 voices in 1                                           | Sau 3                                 | T.Sáu                                 | 1786                                  | Vienna                                | 508                                   | 317                                   |
| Canon in G for 4 voices in 1, "Lieber Freistadtler, lieber Gaulimauli" | Sau 4                                 | T.Bảy                                 | 1787                                  | Vienna                                | 232                                   | 337                                   |
| Double Canon in F for 4 voices in 2                                    | 24                                    | T.Tư                                  | 1787                                  | Vienna                                | 228                                   | 368a                                  |
| Canon in A for 3 voices in 1, "Caro bell'idol mio"                     | 2                                     | T.Chín                                | 1788                                  | Vienna                                | 562                                   | 417a                                  |
| Canon in A for 4 voices in 1, "Bona nox, bist a rechta Ox"             | 2                                     | T.Chín                                | 1788                                  | Vienna                                | 561                                   | 196b                                  |
| Canon in A minor for 4 voices in 1, "Lacrimoso"                        | 2                                     | T.Chín                                | 1788                                  | Vienna                                | 555                                   | 416                                   |
| Canon in B flat for 4 voices in 1, "Gehen wir im Prater"               | 2                                     | T.Chín                                | 1788                                  | Vienna                                | 558                                   | 505                                   |
| Canon in C for 3 voices in 1, "Alleluia"                               | 2                                     | T.Chín                                | 1788                                  | Vienna                                | 553                                   | 490                                   |
| Canon in F for 3 voices in 1, "Difficile lectu mihi Mars"              | 2                                     | T.Chín                                | 1788                                  | Vienna                                | 559                                   | 528                                   |
| Canon in F for 4 voices in 1, "Ave Maria"                              | 2                                     | T.Chín                                | 1788                                  | Vienna                                | 554                                   | 34                                    |
| Canon in F for 4 voices in 1, "O du eselhafter Martin"                 | 2                                     | T.Chín                                | 1788                                  | Vienna                                | 560b                                  | 66a                                   |
| Canon in F for 4 voices in 1, "O du eselhafter Peierl"                 | 2                                     | T.Chín                                | 1788                                  | Vienna                                | 560a                                  | 74f                                   |
| Canon in F minor or 4 voices in 1, "Nascoso e il mio sol"              | 2                                     | T.Chín                                | 1788                                  | Vienna                                | 557                                   | 205a                                  |
| Canon in G for 4 voices in 1, "G'rechtelt's enk"                       | 2                                     | T.Chín                                | 1788                                  | Vienna                                | 556                                   | 248a                                  |

## Hợp xướng
| Thể loại: Hợp xướng của nhạc sĩ Mozart               | Thể loại: Hợp xướng của nhạc sĩ Mozart | Thể loại: Hợp xướng của nhạc sĩ Mozart | Thể loại: Hợp xướng của nhạc sĩ Mozart | Thể loại: Hợp xướng của nhạc sĩ Mozart | Thể loại: Hợp xướng của nhạc sĩ Mozart | Thể loại: Hợp xướng của nhạc sĩ Mozart |
| ---------------------------------------------------- | -------------------------------------- | -------------------------------------- | -------------------------------------- | -------------------------------------- | -------------------------------------- | -------------------------------------- |
| Tác phẩm                                             | Ngày                                   | Tháng                                  | Năm                                    | Viết tại                               | K1                                     | K6                                     |
| Choruses and Entr'actes for Thamos: König in Ägypten | _                                      | _                                      | 1779                                   | Salzburg                               | 345                                    | 367a                                   |

## Motet
| Thể loại: Motet của nhạc sĩ Mozart            | Thể loại: Motet của nhạc sĩ Mozart | Thể loại: Motet của nhạc sĩ Mozart | Thể loại: Motet của nhạc sĩ Mozart | Thể loại: Motet của nhạc sĩ Mozart | Thể loại: Motet của nhạc sĩ Mozart | Thể loại: Motet của nhạc sĩ Mozart |
| --------------------------------------------- | ---------------------------------- | ---------------------------------- | ---------------------------------- | ---------------------------------- | ---------------------------------- | ---------------------------------- |
| Tác phẩm                                      | Ngày                               | Tháng                              | Năm                                | Viết tại                           | K1                                 | K6                                 |
| Motet in G minor, "God is Our Refuge"         | _                                  | T.Bảy                              | 1765                               | London                             | 20                                 | 591                                |
| Motet for Soprano in G, "Ergo interest"       | _                                  | Nữa cuối năm                       | 1773                               | Salzburg                           | 143                                | 592                                |
| Motet in F for Soprano, "Exsultate, jubilate" | _                                  | T.Giêng                            | 1773                               | Milan                              | 165                                | 471                                |
| Motet in D, "Ave verum Corpus"                | 17                                 | T.Sáu                              | 1791                               | Baden                              | 618                                | 549                                |

## Song ca
| Thể loại: Song ca của nhạc sĩ Mozart                      | Thể loại: Song ca của nhạc sĩ Mozart | Thể loại: Song ca của nhạc sĩ Mozart | Thể loại: Song ca của nhạc sĩ Mozart | Thể loại: Song ca của nhạc sĩ Mozart | Thể loại: Song ca của nhạc sĩ Mozart | Thể loại: Song ca của nhạc sĩ Mozart |
| --------------------------------------------------------- | ------------------------------------ | ------------------------------------ | ------------------------------------ | ------------------------------------ | ------------------------------------ | ------------------------------------ |
| Tác phẩm                                                  | Ngày                                 | Tháng                                | Năm                                  | Viết tại                             | K1                                   | K6                                   |
| Duet for Soprano and Tenor, "Spiegarti no poss' io"       | 10                                   | T.Ba                                 | 1786                                 | Vienna                               | 489                                  | 484                                  |
| Duet for Soprano and Bass, "Per queste tue manine"        | 28                                   | T.Tư                                 | 1788                                 | Vienna                               | _                                    | 483                                  |
| Comical Duet for Soprano and Bass, "Nun, liebes Weibchen" | _                                    | T.Tám                                | 1790                                 | _                                    | 625                                  | 476                                  |

## Xướng âm
| Thể loại: Xướng âm của nhạc sĩ Mozart | Thể loại: Xướng âm của nhạc sĩ Mozart | Thể loại: Xướng âm của nhạc sĩ Mozart | Thể loại: Xướng âm của nhạc sĩ Mozart | Thể loại: Xướng âm của nhạc sĩ Mozart | Thể loại: Xướng âm của nhạc sĩ Mozart | Thể loại: Xướng âm của nhạc sĩ Mozart |
| ------------------------------------- | ------------------------------------- | ------------------------------------- | ------------------------------------- | ------------------------------------- | ------------------------------------- | ------------------------------------- |
| Tác phẩm                              | Ngày                                  | Tháng                                 | Năm                                   | Viết tại                              | K1                                    | K6                                    |
| Solfeggios for Voice                  | _                                     | T.Tám                                 | 1782                                  | Vienna                                | 393                                   | 554                                   |